# You jump, I jump, jack
You jump, I jump, jack es el 94to episodio de la serie de televisión norteamericana Gilmore Girls.

## Resumen del episodio
Luego de enterarse por medio de Kirk que su hija está saliendo con Luke, Emily le reclama a Lorelai que lo traiga para cenar y así ella lo hace. Sin embargo, Emily tiene un pequeño trato arrogante hacia Luke, algo que él es capaz de aguantar pero no Lorelai. Al concretar su primera cita, Lane y Zach deciden cenar y ver películas en casa, pero deben deshacerse de Brian enviándolo a la habitación de Lane, algo que Zach no esperaba por si su cita era fructífera; aun así todo salió bien. Luego de la agitada cena con Emily, Luke recibe una llamada de Richard, quien le propone para jugar golf, pero a Lorelai no le parece buena idea, así que intenta hablar con su novio y su padre para hacerles cambiar de opinión, sin embargo ninguno de ellos acepta. Después de una tarde de golf y haber hablado del restaurante de Luke y darle ideas de poner sucursales, Emily y Richard discuten sobre lo que será el nuevo hombre de su hija en sus vidas. Y Logan y sus amigos llevan a Rory a la reunión de "La Brigada de la Vida y la Muerte", grupo secreto de Yale del que Logan es miembro, y además de participar en un peligroso truco, ella pasa un buen momento.
- Datos: Q6170378